# 태화로
태화로(Taehwa-ro)는 울산광역시 중구 다운동 다운사거리에서 중구 중앙동 태화루사거리를 잇는 울산광역시의 도로이다.

## 주요 경유지
울산광역시
- 중구 (다운동 · 태화동 · 중앙동)

## 노선
| 이름                | 접속 노선                       | 소재지        | 소재지        | 비고          |               |
| 다운로와 직결       | 다운로와 직결                   | 다운로와 직결 | 다운로와 직결 | 다운로와 직결 | 다운로와 직결 |
| ------------------- | ------------------------------- | ------------- | ------------- | ------------- | ------------- |
| 다운사거리          | 국도 제7호선 (북부순환도로)     | 울산광역시    | 중구          |               |               |
| 제일중학교앞 교차로 | 일중로                          | 울산광역시    | 중구          |               |               |
| 난곡사거리          | 난곡로                          | 울산광역시    | 중구          |               |               |
| 명정사거리          | 명난로                          | 울산광역시    | 중구          |               |               |
| 학성여중입구 교차로 | 명정3길 오산2길                 | 울산광역시    | 중구          |               |               |
| 신기마을사거리      | 신기2길 신기16길                | 울산광역시    | 중구          |               |               |
| 강변아파트 교차로   | 신기11길 태화강국가정원길       | 울산광역시    | 중구          |               |               |
| 태화루사거리        | 국도 제31호선 (명륜로) (강북로) | 울산광역시    | 중구          |               |               |
| 강북로와 직결       |                                 |               |               |               |               |

## 주요 시설및 건물
- 애니카랜드 무거점 (태화로 11/태화동 937-1)
- CU 태화제일점 (태화로 67/태화동 905-8)
- 울산제일중학교 (태화로 77/태화동 871)
- 현대자동차 울산제일대리점 (태화로 88/태화동 776-1)
- SK에너지 미림주유소 (태화로 119/태화동 757-3)